# Глорија Гленс Парк (Охајо)
Глорија Гленс Парк (енгл. Gloria Glens Park) град је у америчкој савезној држави Охајо.

## Демографија
По попису из 2010. године број становника је 425, што је 113 (-21,0%) становника мање него 2000. године.
| Група             | 2000.       | 2010.       |
| Белци             | 533 (99,1%) | 414 (97,4%) |
| Афроамериканци    | 0 (0,0%)    | 1 (0,2%)    |
| Азијати           | 0 (0,0%)    | 2 (0,5%)    |
| Хиспаноамериканци | 2 (0,4%)    | 6 (1,4%)    |
| Укупно            | 538         | 425         |